# Gossenbach (Isel)
Der Gossenbach ist ein Bach in den Gemeinden Matrei in Osttirol und St. Johann im Walde (Bezirk Lienz). Er entspringt in den Villgratner Bergen und mündet bei Neugarten in die Isel.

## Verlauf
Der Gossenbach entspringt im Grenzbereich der Gemeindegrenze zwischen Matrei in Osttirol im Norden und St. Johann im Walde im Süden, unweit der Grenze zu Hopfgarten in Defereggen im Westen. Der Quellbereich liegt dabei zwischen dem Rudnig im Süden bzw. dem Naßfeld im Norden. Der Gossenbach fließt in östlicher Richtung nach dem Passieren der Baumgrenze durchgängig durch bewaldetes Gebiet, wobei er stets im Grenzbereich der Gemeinden Matrei und St. Johann fließt. Im Mittellauf passiert der Gossenbach linksseitig die erhöht liegende Gossenalm sowie die Gsengalm, bevor er im Unterlauf ins Iseltal eintritt. Hier fließt er zwischen Kienburg im Norden und Neugarten im Süden der Isel zu, in die er rechtsseitig einmündet.